# كيت فوتسو
كيت كاني-تومدي فوتسو (بالإنجليزية: Kate Kanyi-Tomedi Fotso)‏ هي سيدة أعمال من الكاميرون أسست أكبر شركة لتصدير الكاكاو في الكاميرون. تُعتبر فوتسو وفقًا لمجلة فوربس أغنى امرأة في الكاميرون ووواحدة من أغنى 20 شخصًا ضمن الناطقين بالفرنسية.

## حياتها المهنية
شاركت فوتسو في صناعة الكاكاو منذ أكثر من 20 عامًا وسُميت «السيدة الحديدية لقطاع الكاكاو». كانت فوتسو متزوجة من أندريه فوتسو، وهو رجل أعمال من الكاميرون أسس مجموعة تاف TAF الاستثمارية وكان رئيسًا لاتحاد رجال الأعمال الكاميرونيين. تُوفي زوجها في 2 أغسطس 2016.
أسست فوتسو وتُدير شركة تيلكار لتصنيع الكاكاو Telcar Cocoa، والتي تُعتبر أكبر مصدر لحبوب الكاكاو (كاكاو) في الكاميرون، حيث تمثل 30 ٪ من صادرات الكاكاو في البلاد مع ما يقرب من 48,000 طن من الكاكاو المصدرة في 2015 - 16. تعمل شركة تيليكار Telcar في شراكة وثيقة مع شركة التجارة الزراعية الأمريكية كارجيل Cargill. تم تعيينها من قبل رئيس الكاميرون بول بيا لتمثيل المصدرين في مجلس الإدارة لميناء كريبي المستقل. ساهمت فوتسو هي أيضًا في إيكوبانك الكاميرون، كما تدير الاستثمارات ورأس المال الذي ورثته عن زوجها. تُدير فوتسو أيضًأ مبادرة وعد كارجيل "Kargill Cocoa Promise"، وهي خطة لتحسين تدريب العمال الزراعيين في الكاميرون، مما نتج عنها تدريب 21000 من مزارعي الكاكاو في عامي 2011 و2015.
تبلغ ثروة فوتسو (صافي رأس المال) 252 مليون دولار، لذا تُعتبر فوتسو وفقًا لمجلة فوربس أغنى امرأة في الكاميرون ووواحدة من أغنى 20 شخصًا ضمن الناطقين بالفرنسية وهي أول امرأة يتم تصنيفها على الإطلاق في قائمة أفضل 30 شخصية في الفرانكوة أو أفريقيا جنوب الصحراء الكبرى. كما صُنِّفَت كواحدة من أفضل عشرة أشخاص مؤثرين في الكاميرون من قبل الطبعة الفرنسية لمجلة سلايت.